# 库利科罗区
庫利科羅区是马里西部的一个大区。首府庫利科羅，首都巴馬科完全為其所包圍。该區北鄰毛里塔尼亞，西南與畿內亞接壤。
本區面積90,120平方公里，人口1,516,486人。下分7縣106區。
1. ↑   (PDF), République de Mali: Institut National de la Statistique,   [2011-01-29], （原始内容 (PDF)存档于2011-07-22） （法语）
2. ↑  . hdi.globaldatalab.org.   [2018-09-13]. （原始内容存档于2018-09-23） （英语）.